# Fosgen
El fosgen és un compost químic molt tòxic format per dos àtoms de clor, un d'oxigen i un de carboni de fórmula química COCl2.
Usat durant la Primera Guerra Mundial com a arma química també és un valuós reactiu industrial per a la síntesi orgànica de productes farmacèutics i altres compostos. A concentracions baixes fa olor d'herba acabada de tallar. A més de la seva producció industrial es troba en petites quantitats per la combustió de compostos organoclorats com els fets servir en sistemes de refrigeració. Malgrat que pel nom sembli que prové del fòsfor, no en porta, i l'etimologia ve del grec 'phos' (que significa llum) i gènesi (naixement).

## Estructura i propietats bàsiques
El fosgen és una molècula planar. La distància C=O és d'1,18 Å, la distància C–Cl és d'1,74 Å i l'angle Cl–C–Cl és 111,8°. És un dels clorurs d'acil més simples, essent formalment derivat de l'àcid carbònic.

## Producció
Industrialment, el fosgen es fa passant monòxid de carboni purificat i gas clor a través d'un jaç de carbó activat porós el qual serveix de catalitzador.
CO + Cl₂ → COCl₂ (ΔHrxn = −107,6 kJ/mol)
Aproximadament se'n van produir unes 5000 tones el 1989.
És molt perillosa la seva producció i està controlada i ha de ser declarada.

## Usos
La major part del fosgen s'usa per fer isocianats, els quals són precursors del poliuretà. També per produir policarbonats via la seva reacció amb bisfenol A. Els policarbonats es troben, per exemple, en les lents de les ulleres.

### Síntesi orgànica
Malgrat que encara es fa servir el fosgen té molts substituts, especialment triclorometil cloroformat (“difosgen”). Entre les reaccions que impliquen el fosgen es troben la síntesi de carbonats, síntesi d'isocianats, i la síntesi d'àcids clorhídrics.

### Química inorgànica
Encara que és un poc hidròfob el fosgen reacciona amb l'aigua i allibera àcid clorhídric i diòxid de carboni:
COCl₂ + H₂O → CO₂ + 2 HCl
Anàlogament amb amoni s'obté urea:
COCl₂ + 4 NH₃ → CO(NH₂)₂ + 2 NH₄Cl

## Història

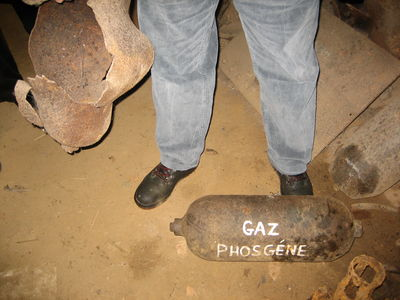
Projectil de gas fosgen, que no va esclatar, disparat per l'exèrcit britànic a la batalla del Somme.

El fosgen va ser sintetitzat al Regne Unit el químic John Davy (1790–1868) el 1812 per exposició d'una mescla de monòxid de carboni a la llum solar. Li va donar el nom de fosgen derivat del grec per la forma d'obtenir-lo.
Durant el primer atac de clor/fosgen combinat dels alemanys, llançat contra les tropes britàniques en Nieltje, prop d'Ieper, Bèlgica, el 19 de desembre de 1915, es van alliberar 88 tones de gas envasades en cilindres, causant 1.069 baixes i 120 morts. Després del seu ús com arma química a la Primera Guerra Mundial molts països en van acumular secretament.
L'exèrcit imperial japonès també el va usar contra els xinesos durant la Segona Guerra Sinojaponesa.